# یک جن‌زدگی در ونیز
یک جن‌زدگی در ونیز (به انگلیسی: A Haunting in Venice) فیلم معمایی آمریکایی محصول ۲۰۲۳ به کارگردانی کنت برانا است که از فیلم‌نامهٔ مایکل گرین بر اساس رمان جشن هالووین اثر آگاتا کریستی چاپ ۱۹۶۹ ساخته شده است. این فیلم دنباله‌ای بر مرگ بر روی نیل (۲۰۲۲) و سومین فیلمی است که برانا در آن نقش خود را به‌عنوان هرکول پوآرو تکرار می‌کند. گروه بازیگران شامل کایل آلن، کامیل کوتین، جیمی درنان، تینا فی، جود هیل، علی خان، اما لیرد، کلی رایلی، ریکاردو اسکامارچو و میشل یئو می‌شوند.
یک جن‌زدگی در ونیز در ۱۵ سپتامبر ۲۰۲۳ به‌وسیلهٔ استودیوهای قرن بیستم در ایالات متحده منتشر شد. این فیلم نظرات عموماً مثبتی از سوی منتقدان دریافت کرد و بیش از ۱۲۰ میلیون دلار فروش داشت.

## فرضیه
هرکول پوآرو که اکنون بازنشسته شده است، باید قتل یک مهمان را در یک جلسه احضار روح که در آن شرکت کرده بود، حل کند.

## بازیگران
- کنت برانا در نقش هرکول پوآرو
- کایل آلن
- کامیل کوتین
- جیمی درنان
- تینا فی
- جود هیل
- کلی ریلی
- میشل یئو
- اما لرد
- ریکاردو اسکامارچو

## تولید
استیو آسبل، رئیس استودیوهای قرن بیستم در مارس ۲۰۲۲ فاش کرد که فیلمنامهٔ سومین فیلم هرکول پوآرو توسط مایکل گرین نوشته شده است و کنت برانا قرار است به عنوان کارگردان و بازیگر نقش اصلی بازگردد. طرح داستان این فیلم از داستانی کمتر شناخته‌شده از پوآرو گرفته شده است. این فیلم در اکتبر ۲۰۲۲ با حضور جیمی درنان، تینا فی، جود هیل، کلی ریلی و میشل یئو در میان دیگر بازیگران تأیید شد. فیلمبرداری در ۳۱ اکتبر ۲۰۲۲، با تولید بین استودیوهای پاین‌وود و شهر ونیز در ایتالیا آغاز شد.

## انتشار
این فیلم در ۱۵ سپتامبر ۲۰۲۳ اکران شد.